# Mikumari
Mikumari-no-kami est une divinité japonaise qui est vénérée au Uda Mikumari-jinja et au Yoshino Mikumari-jinja. En raison d'un jeu de mots, elle est associée à la grossesse et à l'accouchement,. Le sanctuaire mikumari le plus célèbre est celui de Yoshino. De tels sanctuaires, fréquemment situés dans les montagnes, sont liés au bouddhisme par le biais du Shinbutsu shūgō. L'étymologie signifie distribution d'eau. En sa qualité de divinité tutélaire de la gestion des eaux, Mikumari est spécialement honorée, fréquemment liée aux origines des systèmes d'irrigation agricole. Elle est perçue comme une gardienne veillant sur la fertilité et facilitant les accouchements.
Dans la mythologie japonaise, on dit qu'Ame-no-Mikumari-no-Kami (Dieu de la distribution de l'eau céleste) et Kuni-no-Mikumari-no-Kami (Dieu de la distribution de l'eau terrestre) étaient les enfants de Hayaakitsuhiko et Hayaakitsuhime.
Suijin, dans le shintoïsme japonais, désigne les nombreuses manifestations célestes et terrestres de la divinité bienveillante de l'eau, englobant un large éventail de créatures mythologiques liées à l'eau. Mikumari, en tant que « kami de la distribution de l'eau », est vénérée dans ce contexte spécifique, souvent associée aux sources des voies d'eau agricoles et considérée comme protectrice dans les domaines de la fertilité et de l'accouchement facile. Tandis que Suijin est honoré dans une multitude de sanctuaires à travers le Japon pour sa protection sur les pêcheurs et son patronage de la fertilité, Mikumari est spécifiquement invoquée pour la distribution et la gestion des eaux, un aspect vital pour l'agriculture.

## Voir également
- Suijin